# Malaja Soswa Sapowednik
Malaja Soswa sapowednik (russisch Малая Сосьва заповедник, wiss. Transliteration Malaja Sos'va zapovednik, englisch Little Sosva Nature Reserve, Malaya Sosva, deutsch: „Schutzgebiet Kleine Soswa“) ist ein russisches Sapowednik (ein Schutzgebiet mit besonderem rechtlichen Schutz). Es umfasst das Bassin der Malaja Soswa, eines rechten Zufluss der Nördlichen Soswa, welche über den Ob nach Norden in die Karasee entwässert. Das Schutzgebiet liegt östlich des nördlichen Urals im Gebiet des Westsibirischen Tieflands. Das Gebiet besteht vor allem aus bewaldeten Feuchtgebieten und Tieflandflächen, Flussläufen und einem stark verzweigten Flusssystem. Daneben schützt es auch kulturelle und architektonische Stätten, unter anderem einige Kultstätten der ansässigen Chanten. Zwei Drittel des Reservats im Süden erstrecken sich auf den Autonomen Kreis der Chanten und Mansen/Jugra im Sowetski Rajon (Советский район (Ханты-Мансийский автономный округ), Khanty-Mansi Autonomous Okrug); der Nordteil liegt im Berjosowski Rajon (Chanty-Mansijski Awtonomny Okrug) (Берёзовский район (Ханты-Мансийский автономный округ)). Das Schutzgebiet wurde 1976 gegründet und umfasst eine Fläche von 225562 ha.

## Geographie
Der Verlauf der Kleinen Soswa besteht aus einem komplexen System von mäandernden Flussschlingen und ausgedehnten Feuchtgebieten (Boloto Glubokoe, Boloto Lesnoe). Das Land ist eben, wobei die Flüsse Täler und Klippen hineingeschnitten haben. Das Gebiet erstreckt sich etwa 85 km von Nord nach Süd und 23 km von West nach Ost. Der Fluss verläuft dabei in wilden Schlingen und erstreckt sich über ca. 400 Fluss-Kilometer (insgesamt ist der Fluss 700 km lang). Im Oberlauf ist der Fluss ca. 20 m breit und weitet sich auf 50 m im Unterlauf. Das Flussbett besteht aus Kies und Schotter und enthält viele Sandbänke, Klippen und Stromschnellen, wo der Flusslauf sich verschmälert. Die höchste Stelle in dem Gebiet steigt auf 154 m an. Etwa 15 % des Reservats besteht aus Marschland. Entlang der West- und Süd-Grenze besteht eine 5 bis 8 km breite Pufferzone. Zugang ist möglich über die Orte Kommunisticheski und Panting und Yemankurt im Süden. Im Südosten verläuft eine Eisenbahnlinie über den Haltepunkt Ostanowochni Punkt Janig’ja.

## Klima & Ökoregion
Malaja Soswa liegt in der Ökoregion der Westsibirischen Taiga, die sich über das Westsibirische Tiefland erstreckt vom Ural bis zum Zentralsibirischen Plateau. Die Region zeichnet sich aus durch ausgedehnte Boreale Nadelwälder (Taiga) und ebenso ausgedehnte Feuchtgebiete, mit Mooren und Sümpfen. Nach dem Köppen-Geiger-System ist das Klima dort ein humides Kontinentalklima mit kühlen Sommern. Die Kurzbezeichnung ist Subartic climate(Dfc). es gibt milde Sommer (nur 1–3 Monate über 10 °C) und kalte, schneereiche Winter (kältester Monat unter −3 °C). Im Bereich des Schutzgebiets liegt die durchschnittliche Niederschlagsmenge bei 500 mm, die Schneebedeckung beträgt durchschnittlich 184 Tage und die durchschnittliche Frost-freie Periode 90 Tage vom späten Frühling bis zum frühen Herbst.

## Flora und Fauna
Malaja Soswa liegt zentral: in den Pflanzengemeinschaften leben Arten aus dem europäischen Westen, aus der Taiga des Westsibirischen Tieflands, einige Arten der südlichen Steppe, sowie der nördlichen Taiga/Tundra. Die Hauptbaumart ist die Waldkiefer, eine anspruchslose Baumart, die auch resistent gegen die häufigen Bodenfeuer ist. 83 % des Gebiets is Wals, ein großer teil davon auf sandigem Boden. Sibirische Fichte (Picea obovata) wächst oberhalb der Täler und Zedern kommen in kleiner Anzahl vor. Im ganzen Reservat bilden versunkene Kiefern das Substrat für Sphagnum-Moos, Hochmoorvegetation und Kleinsträucher (Gagelstrauch, Heidelbeere, Preiselbeere), sowie Seggen und Gräser. Mehr als 400 Arten von Gefäßpflanzen wurden nachgewiesen.
Daneben haben Wissenschaftler 38 Säugetierarten, 209 Vögelarten und eine Reptilienart gefunden, zwei Amphibien (Sibirischer Winkelzahnmolch und ein Teichfrosch (Rana sp.)), 16 Fischarten (Hecht, Karpfen und Barsch) und zahlreiche Invertebraten. Die typischen Bewohner der Westsibirischen Ebenen sind: Burunduk (Sibirisches Backenhörnchen), Braunbär, Zobel, Hermelin, Rentier und Haselhuhn.

## Ökologische Bildung und Zugang
Als strenges Naturreservat ist Malaja Soswa für die Öffentlichkeit nicht zugänglich, wobei Wissenschaftler und Personen mit einem Ökologischen Bildungsanspruch nach Rücksprache mit der Schutzgebietsverwaltung Zugang erhalten. Es gibt mehrere 'ökotouristische' Routen im Schutzgebiet, für die jedoch im Voraus Zugangserlaubnis eingeholt werden muss. Etwa 3000 Touristen kommen jedes Jahr. die Verwaltung des Schutzgebiets befindet sich im Dorf Sowetski.